# Celobiosa

Molécula de celobiosa.

La celobiosa es un disacárido formado por dos glucosas unidas por los grupos hidroxilo del carbono 1 en posición beta de una glucosa y del carbono 4 de la otra glucosa. Por ello este compuesto también se llama β-D-glucopiranosil (1-4) β-D-glucopiranosa. Al producirse dicha unión se desprende una molécula de agua y ambas glucosas quedan unidas mediante un oxígeno monocarbonílico que actúa como puente. La celobiosa aparece en la hidrólisis de la celulosa. Su fórmula es C12H22O11. Se caracteriza por tener poder reductor. Fue descrita por primera vez en 1901 por el químico Zdenko Hans Skraup.